# Nội chiến Rwanda
Nội chiến Rwandan là một cuộc nội chiến ở Rwanda đã chiến đấu giữa các Lực lượng Vũ trang Rwanda, đại diện cho chính phủ Rwanda, và Mặt trận Yêu nước Rwanda (RPF) từ 1 tháng 10 năm 1990 đến 18 tháng 7 năm 1994. Cuộc chiến nảy sinh từ cuộc tranh chấp kéo dài giữa các nhóm người Hutu và người Tutsi trong cộng đồng Rwandan. Một cuộc cách mạng năm 1959-1962 đã thay thế chế độ quân chủ Tutsi bằng một nước cộng hòa do người Hutu lãnh đạo, buộc hơn 336.000 người Tutsi phải tìm nơi ẩn náu ở các nước láng giềng. Một nhóm những người tị nạn ở Uganda đã thành lập RPF, và dưới sự lãnh đạo của Fred Rwigyema và Paul Kagame, nó đã trở thành một đội quân sẵn sàng chiến đấu vào cuối những năm 1980.
Cuộc chiến bắt đầu vào ngày 1 tháng 10 năm 1990 khi RPF xâm chiếm vùng đông bắc Rwanda, đi sâu vào 60 km (37 mi) qua biên giới. Họ phải chịu một thất bại lớn khi Rwigyema bị giết tại chỗ vào ngày thứ hai. Quân đội Rwandan, được hỗ trợ bởi quân đội Pháp, đã chiếm thế thượng phong và RPF đã bị đánh bại phần lớn vào cuối tháng 10. Kagame, người đã ở Hoa Kỳ trong cuộc xâm lược, đã trở lại nắm quyền chỉ huy. Ông rút quân đến dãy núi Virunga trong vài tháng trước khi tấn công trở lại. RPF bắt đầu một cuộc chiến tranh du kích, kéo dài đến giữa năm 1992, mà không bên nào có thể chiếm thế thượng phong. Một loạt các cuộc biểu tình đã buộc Tổng thống Rwandan Juvénal Habyarimana bắt đầu đàm phán hòa bình với RPF và các đảng đối lập trong nước. Bất chấp sự gián đoạn và giết chóc của Hutu Power, một nhóm cực đoan phản đối bất kỳ thỏa thuận nào và một cuộc tấn công mơi scủa RPF vào đầu năm 1993, các cuộc đàm phán đã được kết thúc thành công với việc ký kết Hiệp định Arusha vào tháng 8/1993.
Một nền hòa bình không thoải mái theo sau, trong đó các điều khoản của hiệp định đã dần được thực hiện. Quân đội RPF đã được triển khai đến một khu vực ở Kigali và Phái đoàn Hỗ trợ Liên Hợp Quốc cho Rwanda (UNAMIR) đã được gửi đến nước này. Nhưng phong trào Hutu Power đang dần có được ảnh hưởng và lên kế hoạch cho một "giải pháp cuối cùng" để tiêu diệt người Tutsi. Kế hoạch này đã được đưa vào hành động sau vụ ám sát Tổng thống Habyarimana vào ngày 6 tháng 4 năm 1994. Trong khoảng 100 ngày, khoảng 500.000 đến 1.000.000 người Tutsi và người Hutu ôn hòa đã bị giết trong cuộc diệt chủng Rwanda. RPF nhanh chóng nối lại cuộc nội chiến. Họ chiếm được thêm lãnh thổ một cách chắc chắn, bao vây các thành phố và cắt đứt các tuyến đường tiếp tế. Đến giữa tháng 6, RPF đã bao vây thủ đô Kigali vào ngày 4 tháng 7 họ đã chiếm được thành phố này. Cuộc chiến kết thúc vào cuối tháng đó khi RPF chiếm được lãnh thổ cuối cùng do chính phủ lâm thời nắm giữ, buộc chính phủ và các nhà diệt chủng phải chạy sang Zaire.
Đoàn quân chiến thắng RPF nắm quyền kiểm soát đất nước, với Paul Kagame là nhà lãnh đạo thực tế. Kagame từng là phó Tổng thống từ năm 1994 và là Tổng thống từ năm 2000. RPF bắt đầu một chương trình xây dựng lại cơ sở hạ tầng và nền kinh tế của đất nước, đưa thủ phạm diệt chủng ra xét xử, và thúc đẩy sự hòa giải giữa người Hutu và người Tutsi. Năm 1996, Chính phủ Rwanda do RPF lãnh đạo đã phát động một cuộc tấn công vào các trại tị nạn ở Zaire, nơi cư trú của các nhà lãnh đạo lưu vong của chế độ cũ và hàng triệu người tị nạn Hutu. Hành động này đã bắt đầu Chiến tranh Congo lần thứ nhất, mà đã loại bỏ Tổng thống độc tài lâu năm Mobutu Sese Seko khỏi vị trí quyền lực. Kể từ năm 2019, Kagame và RPF vẫn là lực lượng chính trị thống trị ở Rwanda.